# 小行星9188
小行星9188（英語：9188）是一颗围绕太阳公转的小行星。1991年9月15日，亨利·E·霍爾特在帕洛马山发现了此天体。
这颗小行星的绝对星等为4.055883254064536等。